# Clavaleyres
Clavaleyres es una localidad situada en la comuna de Murten, en el cantón de Friburgo, Suiza. 
Fue una comuna independiente hasta que se fusionó con la comuna de Murten el 1 de enero de 2022. 